# Renato Ascencio León
Renato Ascencio León (ur. 11 maja 1939 w León, zm. 27 czerwca 2022 tamże) – meksykański duchowny rzymskokatolicki, w latach 1994–2014 biskup Ciudad Juárez.

## Życiorys
Święcenia kapłańskie przyjął 12 czerwca 1965. 19 lipca 1988 został prekonizowany prałatem terytorialnym Madera. Sakrę biskupią otrzymał 30 sierpnia 1988. 7 października 1994 został mianowany biskupem Ciudad Juárez. 20 grudnia 2014 przeszedł na emeryturę.